# Manfredas Žymantas
Manfredas Žymantas (ur. 8 sierpnia 1970 w Kiejdanach) – litewski polityk, lekarz i samorządowiec, poseł na Sejm Republiki Litewskiej (2004–2008).

## Życiorys
W 1988 ukończył z wyróżnieniem szkołę medyczną w Szawlach. Naukę kontynuował w latach 1992–1998 na Uniwersytecie Medycznym w Kownie. Od 1998 do 2000 kształcił się na Wydziale Prawa Uniwersytetu Wileńskiego.
Od 1985 do 1990 był sanitariuszem w punkcie medycznym jednostki wojskowej w rejonie szawelskim. W latach 1990–1993 pracował w szpitalu przeciwgruźliczym w Szawlach, a w 1993 został zatrudniony w szpitalu zakaźnym w Kownie, w którym pozostał na stanowisku do 2001.
W latach 2001–2004 pracował jako lekarz w Jeziorosach, a od marca do listopada 2004 był zatrudniony w centrum rodzinnym przy stacji pogotowia ratunkowego w Wisaginie.
W 2003 wstąpił do Partii Pracy, został jej wiceprzewodniczącym w Jeziorosach. Rok później został wybrany z jej ramienia na radnego rejonu jezioroskiego oraz na posła na Sejm z okręgu nr 52 Jeziorosy-Wisaginia. W 2008 bez powodzenia ubiegał się o reelekcję. W 2011 wybrany do rady rejonu ignalińskiego, utrzymał mandat również w 2015 i 2019.